# Pécourt

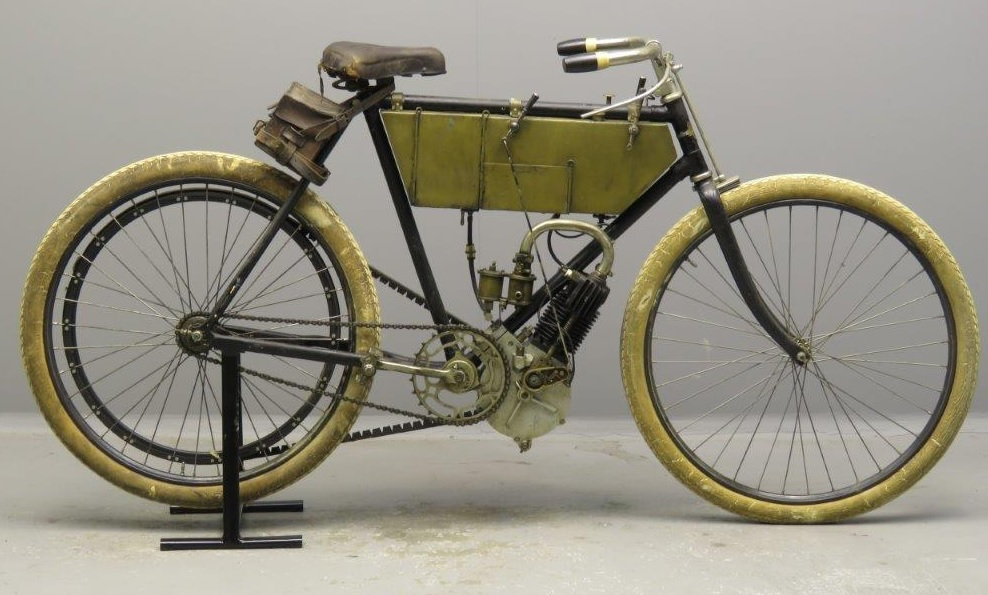
Pécourt met 1½pk-kop/zijklepmotor uit 1902

Pécourt en La Victoire zijn Franse historische merken van motorfietsen van dezelfde fabrikant. 
Rijwielfabrikant Georges Pécourt verwierf in 1901 het recht om de Zwitserse Z.L.-inbouwmotoren te importeren in Frankrijk. Aan de Rue Brunel no. 33 in Parijs begon hij deze motoren in fietsframes te monteren en hij verkocht deze gemotoriseerde fietsen onder de namen "Pécourt" en "La Victoire". 
Pécourt zette zich in voor de nog tamelijk experimentele motorsport in Frankrijk en vooral zijn damesteam genoot bekendheid. De bekendste rijdster was Madame Jolivet, die samen met haar man uitkwam in Deauville, bij de heuvelklimwedstrijden in Château-Thierry en Gaillon en de snelheidswedstrijd in Dourdan. 
In 1905 ging het bedrijf failliet, nadat men de importrechten van Z.L. verloren had aan Les fils de Peugeot frères. 